# Drlupa (gmina miejska Sopot)
Drlupa (cyr. Дрлупа) – wieś w Serbii, w mieście Belgrad, w gminie miejskiej Sopot. W 2011 roku liczyła 532 mieszkańców.